# Sarcee (taal)
Sarcee (Sarsi) of  Tsuut’ina (Tsuu T’ina, Tsu T’ina, Tsúùtínà) is een indiaanse taal van de Athabaskische taalfamilie, die gesproken wordt door de Sarcee. In 2011 had de taal nog 170 sprekers. Net als de meeste andere Athabaskische talen is Sarcee een toontaal. Sarcee heeft drie tonen: een hoge toon, een middentoon en een lage toon.